# St. Johannes vor dem Lateinischen Tore (Köln-Bocklemünd)

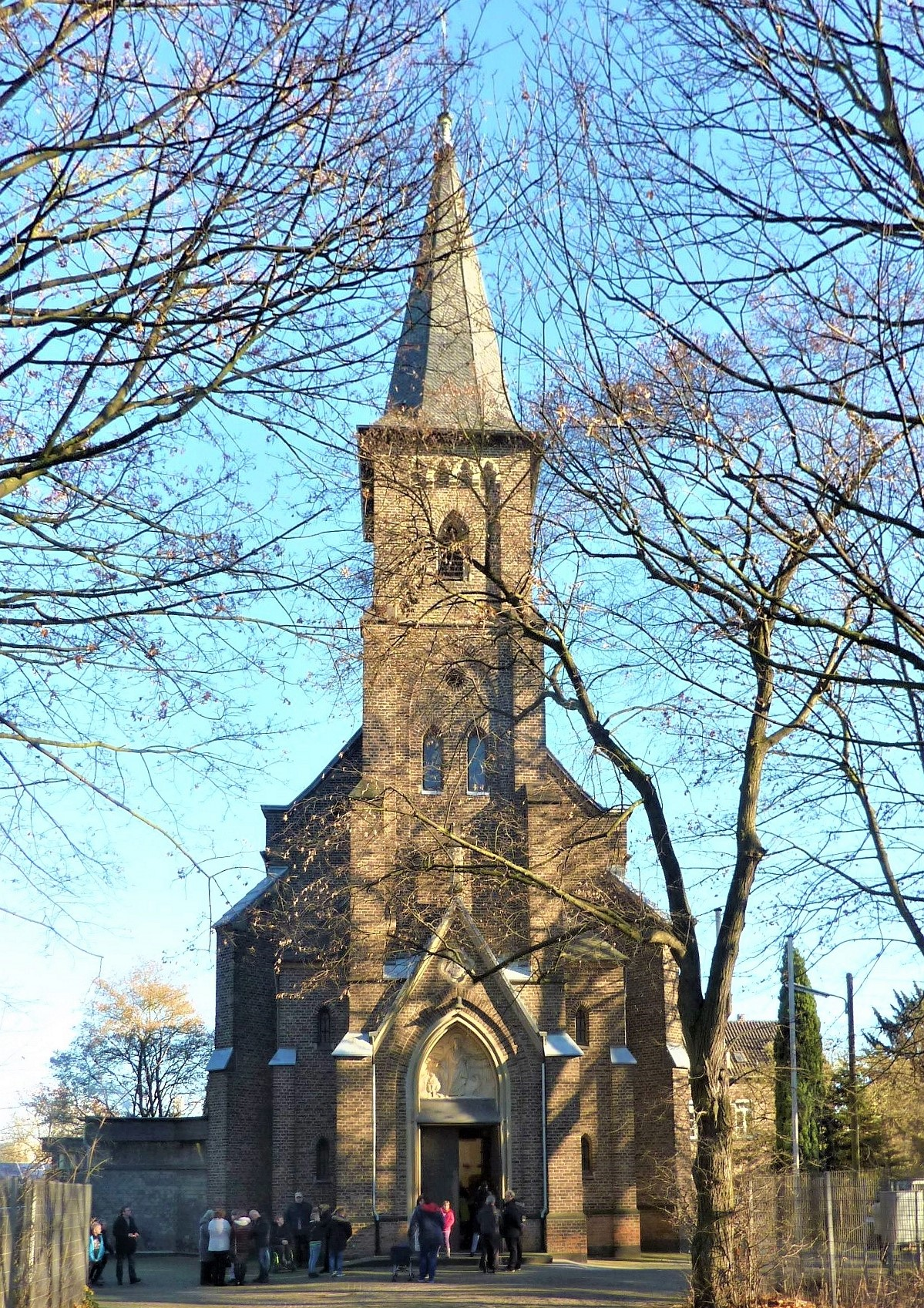
St. Johannes vor dem Lateinischen Tore

St. Johannes vor dem Lateinischen Tore ist die römisch-katholische Pfarrkirche von Bocklemünd, einem Stadtteil von Köln in Nordrhein-Westfalen. Sie gehört zum Seelsorgebereich Bocklemünd/Mengenich und Vogelsang im Stadtdekanat Köln der Erzdiözese Köln.
Bei dem ungewöhnlichen Namen St. Johannes vor dem Lateinischen Tore handelt es sich um ein Patrozinium von Johannes dem Apostel und Evangelisten, der nach einer Legende vor der Porta Latina in Rom ein (überlebtes) Martyrium (Eintauchen in siedendes Öl) erlitten haben soll. Gedenktag ist der 8. Mai.

## Geschichte
Eine Kirche in Bocklemünd wurde bereits erwähnt, als Erzbischof Wichfrid das dortige Gotteshaus im Jahr 941 dem Cäciliensstift schenkte. Im Jahr 1836 sollte die alte Kirche wegen des Anwachsens der Pfarrgemeinde erweitert werden. Da nicht genügend Platz für einen angemessenen Erweiterungsbau vorhanden war, entschloss man sich für einen gänzlichen Neubau am nördlichen Ende des Dorfes auf einem Hang, der die Ortschaft überragt.
Der Neubau entstand in neugotischen Formen nach einem Entwurf von Vincenz Statz zwischen 1851 und 1853 als einschiffige Saalkirche mit dreiseitig geschlossenem Chor. Der Westturm wurde im Jahr 1875 errichtet. Die alte Kirche wurde 1855 abgebrochen.

## Beschreibung

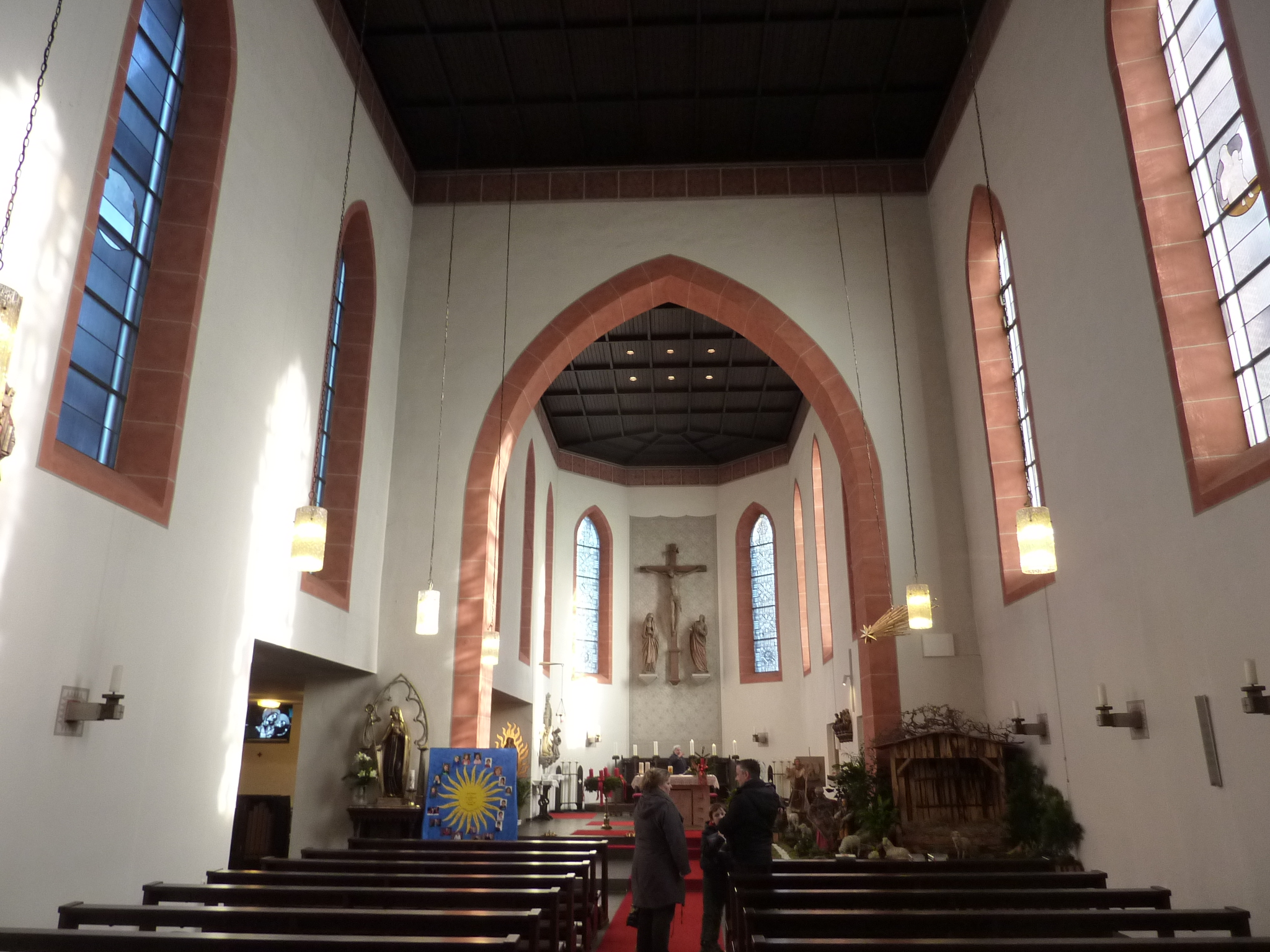
St. Johannes v.d.l.T., Innenansicht zum Altar

### Gebäude
Die nahezu geostete Kirche besteht aus drei Teilen: dem vierjochigen Langhaus mit Satteldach, dem östlich anschließenden, eingezogenen und in der Höhe reduzierten Chor mit Dreiachtelschluss und dem später im Westen angefügten Kirchturm mit steilem achtseitigem Spitzhelm, der durch einen Wetterhahn gekrönt ist. Das Äußere der Kirche ist durch anliegende Strebepfeiler zwischen den Fensterachsen stark gegliedert.

### Glocken
Im Kirchturm hängen drei Glocken, die 1926 von Albert Junker senior in der Glockengießerei Heinrich Humpert (Brilon) aus Bronze gegossen wurden. Läutemotiv ist das Te Deum.
| Glocke | Name           | Durchmesser | Masse  | Schlagton (HT-1/16) |
| ------ | -------------- | ----------- | ------ | ------------------- |
| 1      | Dreifaltigkeit | 1170 mm0    | 930 kg | f’-4                |
| 2      | Johannes       | 980 mm      | 570 kg | as’-3               |
| 3      | Brigida        | 870 mm      | 400 kg | b’-2                |

### Orgel
Die Orgel auf der rückwärtigen Empore wurde 1989 von Orgelbau Romanus Seifert & Sohn aus Kevelaer gebaut. Das Instrument verfügt über 18 Register auf zwei Manualen und Pedal.
Disposition
| I Hauptwerk C–g3 |       |
| Prinzipal        | 8′    |
| Holzgedackt      | 8'    |
| Octave           | 4'    |
| Spitzgedackt     | 4'    |
| Schwegel         | 2'    |
| Mixtur 4f        | 1 ⁄3′ |
| Trompete         | 8'    |

| II Unterwerk C–g3 |    |
| Rohrflöte         | 8′ |
| Gamba             | 8' |
| Weidenprincipal   | 4′ |
| Traversflöte      | 4′ |
| Principal         | 2' |
| Sesquialter 2f    |    |
| Rohrschalmei      | 8' |
| 0Tremulant        |    |

| Pedal C–f1 |     |
| Subbass    | 16′ |
| Offenbass  | 08′ |
| Bartpfeife | 04′ |
| Fagott     | 16′ |

- Koppeln: II/I, I/P, II/P

## Nachweise
1. ↑  Gerhard Hoffs (Bearb.), Glocken katholischer Kirchen Kölns, S. 259 (PDF; 5,3 MB)
2. ↑  Köln/Bocklemünd, St. Johannes vor dem Lateinischen Tore, auf organindex.de; hier auch die Disposition der Orgel

Koordinaten: 50° 58′ 24,4″ N, 6° 51′ 48,2″ O